# Nová Ves (district de Rychnov nad Kněžnou)
Pour les articles homonymes, voir Nová Ves.
Nová Ves (en allemand : Neudorf) est une commune du district de Rychnov nad Kněžnou, dans la région de Hradec Králové, en Tchéquie. Sa population s'élevait à 219 habitants en 2022.

## Géographie
Nová Ves se trouve à 4 km au sud-ouest de Týniště nad Orlicí, à 17 km à l'ouest-sud-ouest de Rychnov nad Kněžnou, à 19 km à l'est-sud-est de Hradec Králové et à 116 km à l'est-nord-est de Prague.
La commune est limitée par Albrechtice nad Orlicí au nord, par Žďár nad Orlicí à l'est, par Poběžovice u Holic au sud et par Vysoké Chvojno à l'ouest.

## Histoire
La première mention écrite de la localité date de 1575.

## Galerie

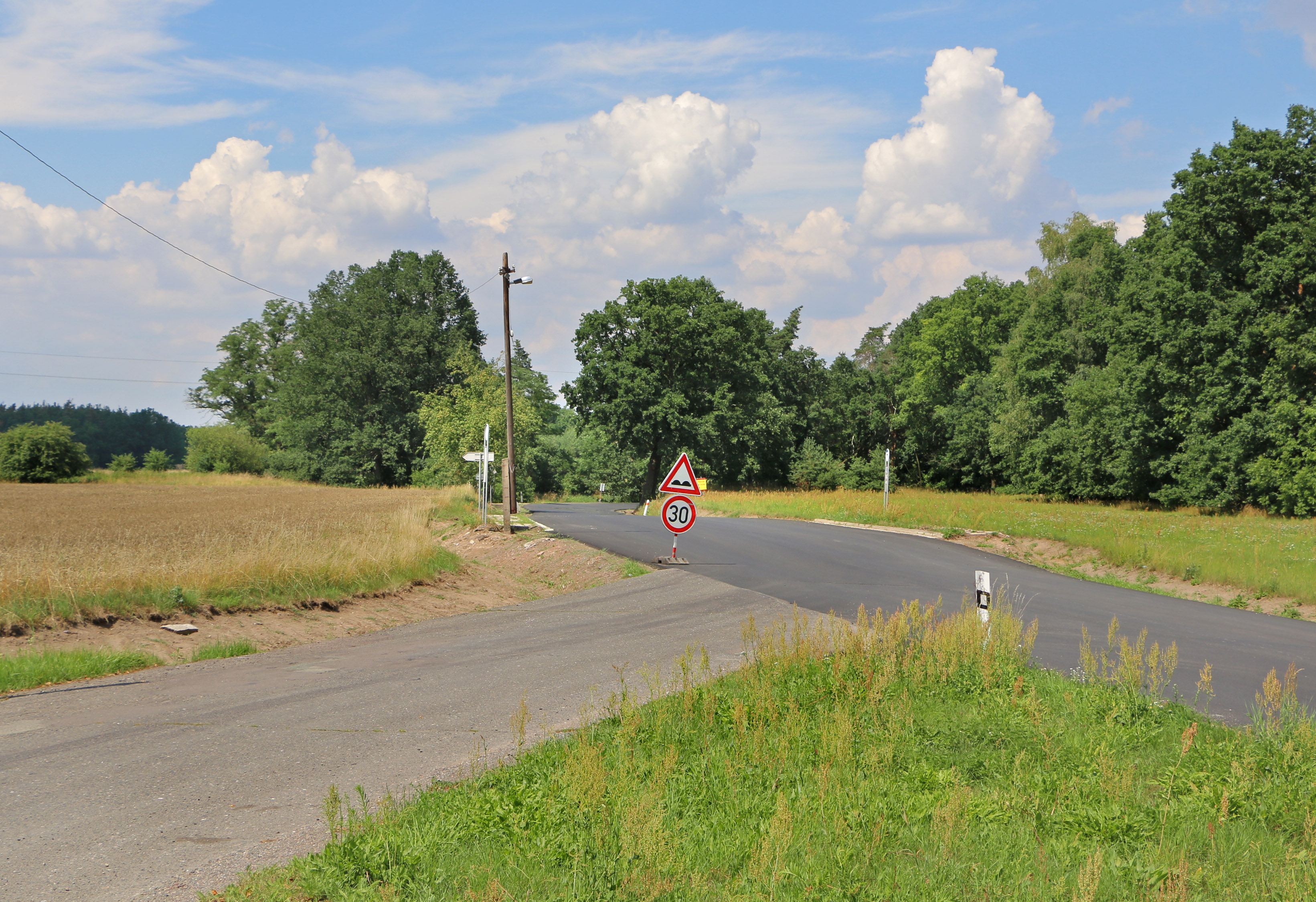
Nová Ves : route 305.
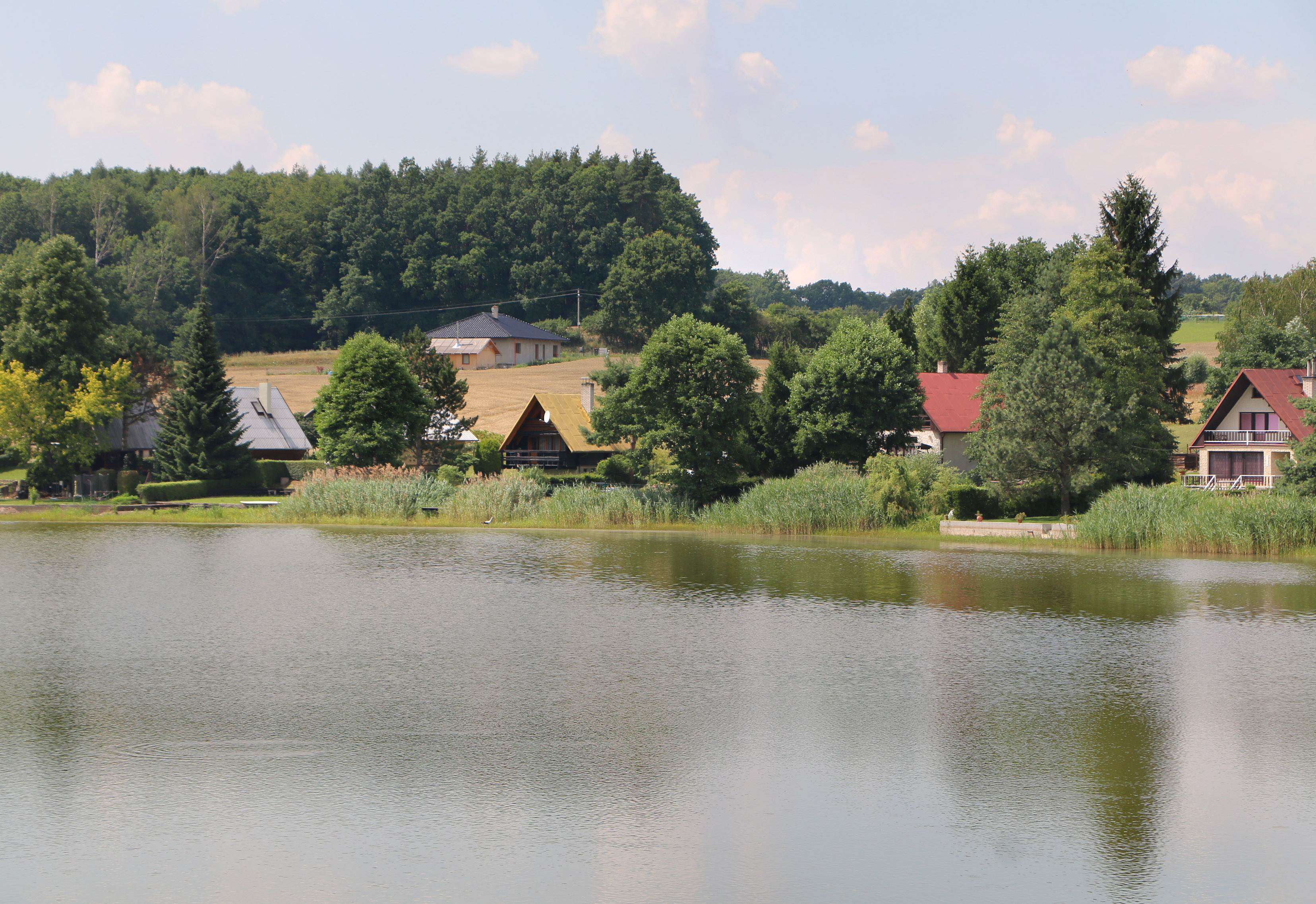
Étang de Novoveský.

## Transports
Par la route, Nová Ves se trouve à 3,7 km de Týniště nad Orlicí, à 22 km de Rychnov nad Kněžnou, à 25 km de Hradec Králové et à 140 km de Prague.